# Ochrotrichia boquillas
Ochrotrichia boquillas är en nattsländeart som beskrevs av Dudley Moulton och Harris 1997. Ochrotrichia boquillas ingår i släktet Ochrotrichia och familjen smånattsländor. Inga underarter finns listade i Catalogue of Life.